# کولین دویل (بازیکن فوتبال)
کولین دویل (انگلیسی: Colin Doyle؛ زادهٔ ۱۲ ژوئن ۱۹۸۵) بازیکن فوتبال اهل جمهوری ایرلند است.
از باشگاه‌هایی که در آن بازی کرده است می‌توان به باشگاه فوتبال میلوال، باشگاه فوتبال بیرمنگام سیتی، باشگاه فوتبال ناتینگهام فارست، باشگاه فوتبال بلکپول، باشگاه فوتبال کاونتری سیتی و باشگاه فوتبال چستر سیتی اشاره کرد.
وی همچنین در تیم‌های ملی فوتبال زیر ۲۱ سال جمهوری ایرلند و جمهوری ایرلند بازی کرده است.